# فدرالية اليسار الديمقراطي
حزب فدرالية اليسار الديمقراطي هو حزب سياسي جاء بعد اندماج بين ثلاثة مكونات سياسية يسارية مغربية، هي: حزب الطليعة الديمقراطي الاشتراكي، وحزب المؤتمر الوطني الاتحادي، و تيار اليسار الوحدوي، تم الإعلان عن تأسيسه في الرباط يوم 30 يناير 2014 بعد خمس سنوات من الحوار في إطار ما يعرف بـ"تحالف اليسار الديمقراطي". وأبرز نقاط برنامجها الانتخابي هو الانتقال من "النضال الديمقراطي الجماهيري السلمي للمساهمة في الانتقال من "نظام مخزني" إلى "نظام ديمقراطي". كما تسعى من أجل انتخابات حرة ونزيهة، وإصلاح التعليم إصلاحا عميقا، و"تحديث الثقافة الوطنية ودعمها استنادا إلى هويتها العربية الامازيغية الإسلامية المنفتحة".
لم يلغ التحالف احتفاظ كل حزب داخله بشخصيته القانونية وأنظمته السياسية وأجهزته الوطنية والمحلية. وكان يتزعم هذه الأحزاب عند تأسيس هذه الفدرالية كل من نبيلة منيب عن الاشتراكي الموحد وعبد الرحمن بنعمرو (الطليعة) وعبد السلام العزيز (المؤتمر الوطني).